# Rakdalin
Rakdalin (arab. رقدالين = Raqdālīn) – miejscowość w północno-zachodniej Libii, w gminie An-Nukat al-Chams. Położona jest na południowy zachód od miasta Zuwara.